# Dagmar Schipanski

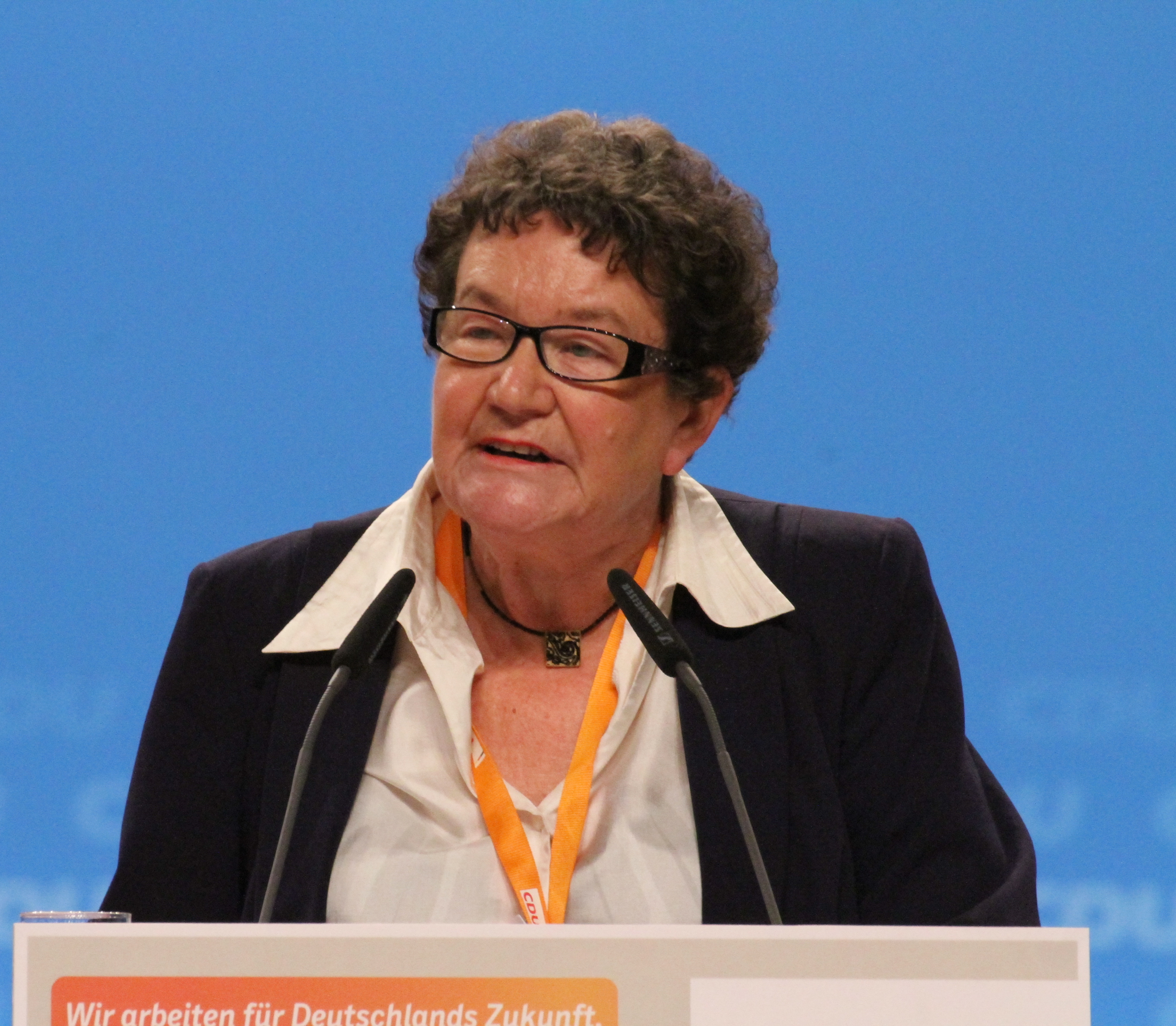
Schipanski auf dem CDU-Bundesparteitag 2014 in Köln

Dagmar Elisabeth Schipanski (geb. Eichhorn; * 3. September 1943 in Sättelstädt, Landkreis Eisenach; † 7. September 2022 in Ilmenau) war eine deutsche Physikerin, Elektroingenieurin, Hochschullehrerin und Politikerin (bis 2000 parteilos, dann CDU). Sie war Professorin für Festkörperelektronik an der Technischen Universität Ilmenau und 1995/1996 deren Rektorin. Schipanski war bei der Wahl des deutschen Bundespräsidenten 1999 Kandidatin der CDU/CSU, von 1999 bis 2004 Wissenschaftsministerin von Thüringen und von 2004 bis 2009 Präsidentin des Thüringer Landtags.

## Leben
Dagmar Schipanskis Vater Heinrich Eichhorn, ein evangelischer Pfarrer, starb als Soldat im Zweiten Weltkrieg. Sie wuchs bei ihrer Mutter, einer Berufsschullehrerin, und deren zweitem Ehemann in Ilmenau auf. Nach ihrem Abitur 1962 studierte sie Angewandte Physik an der Technischen Hochschule Magdeburg, wurde 1967 Diplomingenieurin und war dann bis 1985 Assistentin bzw. Oberassistentin an der TH Ilmenau. Sie absolvierte 1972 ein Zusatzstudium am Institut für Halbleiter der Sowjetischen Akademie der Wissenschaften in Nowosibirsk und promovierte 1976 auf dem Gebiet der Festkörperelektronik, also der Elektronik für Geräte, zu deren Steuerung keine Bewegung oder bewegliche Bauteile erforderlich sind.
Nach der Promotion B (entspricht einer Habilitation) wurde sie 1985 Dozentin an der TH Ilmenau. Mangels SED-Mitgliedschaft und aufgrund ihrer religiösen Bindung blieb ihr eine Professur zu DDR-Zeiten verwehrt. Nach der Wende in der DDR erfolgte 1990 ihre Ernennung zur Professorin für Festkörperelektronik. Bis 1993 war sie Dekanin der Fakultät Elektrotechnik und Informationstechnik der 1992 zur Technischen Universität umbenannten Einrichtung. Im akademischen Jahr 1994/95 war sie Prorektorin sowie 1995/1996 Rektorin der TU Ilmenau (als erste Frau an der Spitze einer technischen Hochschule in der Bundesrepublik Deutschland).
Schipanski wurde 1992 in den Wissenschaftsrat der Bundesrepublik Deutschland berufen, von 1996 bis 1998 war sie dessen Vorsitzende, wiederum als erste Frau in dieser Position. Im Jahr 1998 wurde sie zum Mitglied der Akademie der Wissenschaften Leopoldina gewählt. Seit 2000 war sie Mitglied der Academia Europaea.
Schipanski wohnte in Ilmenau. Sie war evangelisch, verheiratet und Mutter dreier Kinder. Ihr Sohn Tankred Schipanski war von 2009 bis 2021 für die CDU Mitglied des Deutschen Bundestages. Dagmar Schipanski starb vier Tage nach ihrem 79. Geburtstag.
Zu ihren Ehren wurde 2023 der Dissertationspreis der Universitätsgesellschaft der TU Ilmenau nach ihr benannt. Schipanski selbst war langjährige Vorstandsvorsitzende der Universitätsgesellschaft.

## Politik

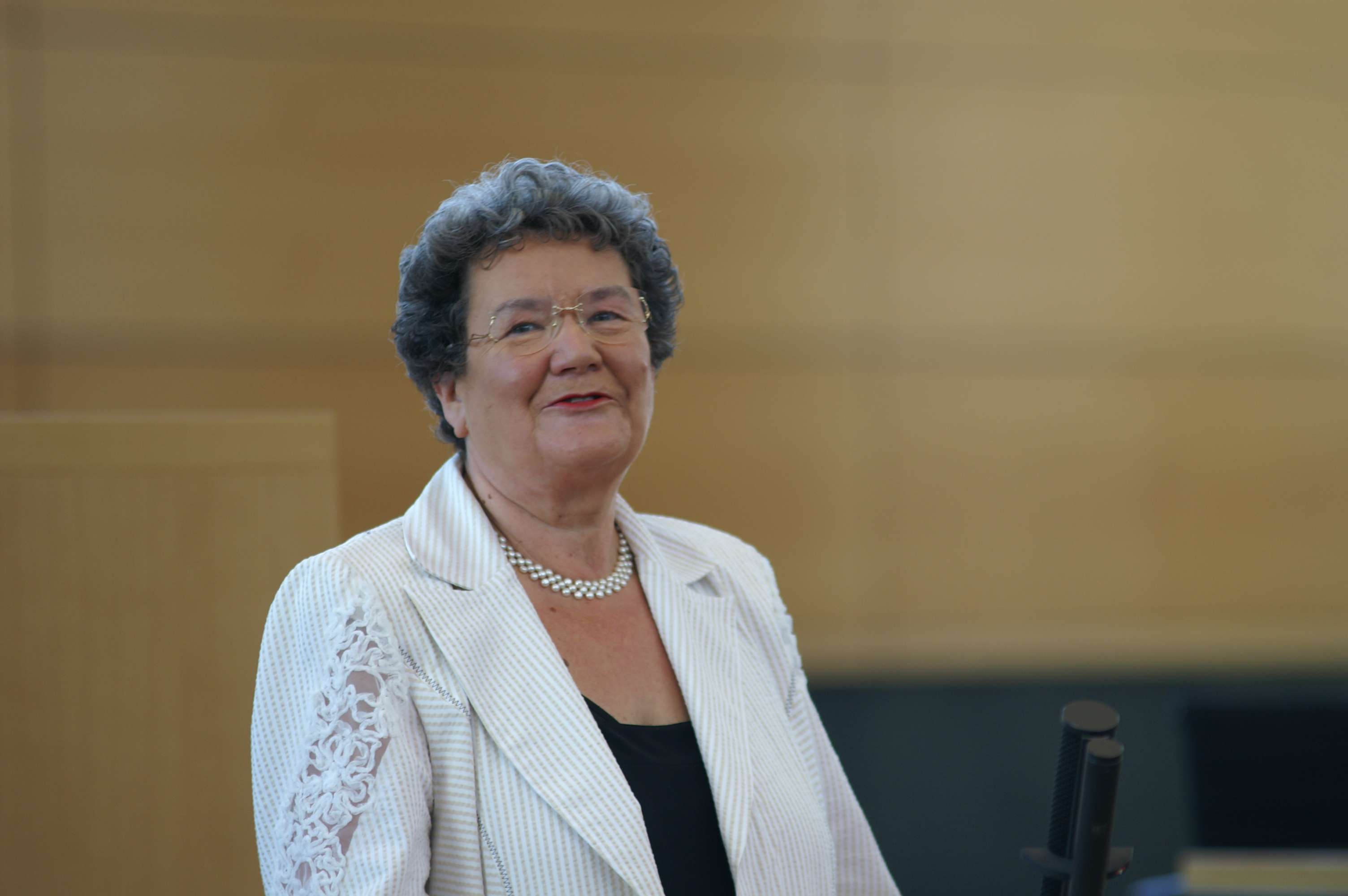
Dagmar Schipanski beim Tag der Offenen Tür im Thüringer Landtag 2009

Zur 11. Bundesversammlung am 23. Mai 1999 wurde Dagmar Schipanski von den Unionsparteien CDU und CSU als parteilose Kandidatin für das Amt der Bundespräsidentin aufgestellt; sie unterlag dem Kandidaten der rot-grünen Koalition Johannes Rau im zweiten Wahlgang.
Vom 1. Oktober 1999 bis zum 8. Juli 2004 amtierte sie als Ministerin für Wissenschaft, Forschung und Kunst des Landes Thüringen. In ihrer Eigenschaft als Mitglied der Thüringer Landesregierung war sie 2002 turnusgemäß Präsidentin der Kultusministerkonferenz, Mitglied des Bundesrates und dort vom 1. November 1999 bis zum 8. Juli 2004 Vorsitzende des Ausschusses für Kulturfragen.
Vom 8. Juli 2004 bis zum 28. September 2009 gehörte sie dem Thüringer Landtag der 4. Legislaturperiode als Abgeordnete an und amtierte als dessen Präsidentin. Bei der Landtagswahl 2004 wurde sie über Platz 5 der CDU-Landesliste ins Landesparlament gewählt; ihr 14. Platz bei der Landtagswahl 2009 reichte nicht mehr für einen erneuten Einzug in den Landtag aus.
Im Jahr 2000 trat sie der CDU bei und war bis 2006 Mitglied des Präsidiums; seit 2006 war sie Mitglied des Bundesvorstands der CDU. Von 2007 bis 2009 leitete sie die CDU-Kommission „Neue Bundesländer – Stand der Deutschen Einheit“.

## Mitgliedschaften
- Von 1998 an war Dagmar Schipanski über viele Jahre Mitglied des Verwaltungsrats des MDR.
- Von 1998 bis 2003 war sie Mitglied der UNESCO-Weltkommission für Ethik in Wissenschaft und Technologie.
- Von 2000 bis 2010 war sie Präsidentin der Deutschen Krebshilfe, danach deren Ehrenpräsidentin. Im Dezember 2017 gab sie den Vorsitz des Fördervereins „Mildred-Scheel-Kreis“ der Stiftung Deutsche Krebshilfe an Cornelia Scheel weiter.[12]
- Ferner war Schipanski von 2000 an Mitglied des Kuratoriums der Deutschen Stiftung Denkmalschutz, seit 2003 Vorsitzende des Vorstandes der Lennart-Bernadotte-Stiftung und seit 2005 Vorsitzende des Kuratoriums des Fraunhofer-Instituts für Digitale Medientechnologie.[13]
- Sie war Botschafterin der arbeitgebernahen Lobbyorganisation Initiative Neue Soziale Marktwirtschaft und Mitglied des Präsidiums der Oskar-Patzelt-Stiftung.
- Dagmar Schipanski war vorübergehend Mitglied des Stiftungsrats der Körber-Stiftung. Im Jahr 2005 verließ sie den Stiftungsrat nach Protesten von Tabakgegnern.[14]
- Seit 2008 war Dagmar Schipanski Mitglied im Kuratorium der Internationalen Martin Luther Stiftung.[15]
- Seit Februar 2011 war sie Rektorin des Studienkollegs zu Berlin.[16]
- Seit 2003 war sie Stiftungsvorstand der Lennart–Bernadotte–Stiftung der Insel Mainau im Bodensee.[17][18]

## Ehrungen und Auszeichnungen
- 1996 – Verdienstorden der Bundesrepublik Deutschland (Verdienstkreuz 1. Klasse)[19]
- 1999 – Arthur-Burkhardt-Preis
- 2000 – Preis Frauen Europas – Deutschland des Netzwerks Europäische Bewegung Deutschland
- 2001 – Goldenes Lot, Ehrung des Verbandes Deutscher Vermessungsingenieure
- 2002 – Courage-Preis für ihr Engagement zur Förderung des Bildungs- und Wissenschaftsstandortes Deutschland
- 2010 – Soroptimist International Deutschland Förderpreis für das Projekt Thüringer Koordinierungsstelle Naturwissenschaften und Technik für Schülerinnen, Studentinnen und Absolventinnen[20]
- 2011 – Hans-Olaf-Henkel-Preis – Preis für Wissenschaftspolitik